# قانون اومی
قانون اومی (به ژاپنی: 近江令, ōmiryō) مجموعه ای از قوانین حاکم است که در سال ۶۶۸ پس از میلاد گردآوری شده است، از این رو اولین مجموعه قوانین ریتسوریو در تاریخ ژاپن است. این قوانین توسط فوجیوارا نو کاماتاری به دستور امپراتور تنجی تدوین شده است. این مجموعه قوانین اکنون از بین رفته است و وجود مورد مناقشه آن تنها با ارجاعات کوتاه در اسناد بعدی از جمله توشی کادن، تاریخ فوجیوارا، پشتیبانی می‌شود. علاوه بر این در «نیهون شوکی» وجود ندارد.
اومی-ریو، متشکل از ۲۲ جلد، در آخرین سال سلطنت تنجی منتشر شد.